# Gersei-Pethő-várkastély (Béla)
A Gersei-Pethő-várkastély egy 17. századi főúri kastély Horvátországban, a Novi Marofhoz tartozó Béla településen.

## Fekvése
Béla központjában emelkedő dombon, egy nagy park közepén található.

## Története
A kastélyt a falu akkori birtokosa a gersei Pethő család építtette 1605-ben egy a síkságból kiemelkedő lapos dombháton Pusztabéla egyre romló állapotú vára helyett reneszánsz stílusban. Ezután ez a kastély lett a bélai uradalom központja, egyben a család lakóhelye. 1648 előtt felépült a falu újabb kastélya is, mert ekkor már két kastélyt említenek a településen. 1682-ben gersei Pethő Jánossal fiágon kihalt a gersei Pethő család. Ekkor még néhány évig özvegye Falussy Borbála volt a birtokosa, majd halála után a birtok a királyi kamarához került. A kamara a bélai birtokot először a Pálffy családnak ajándékozta, majd már 1740-ben Ivaneccel, Cerjével és Györketinccel együtt gróf Erdődy László kapta meg. Az Erdődyek 1817-ig maradtak az uradalom birtokosai. Ekkor hosszú pereskedés után a gersei Pethők leszármazottaié, a Joszipovich, a Lovincsich és a Barabás családoké lett. 1858-ban Ozsegovics Metel báró, az illír mozgalom egyik vezetője vásárolta meg és a második világháború utánig a család tulajdona maradt. Ekkor államosították, de a család még 1952-ig bent lakhatott. Ezután a közigazgatási hivatal működött benne.

## Mai állapota
Téglalap alakú, egyemeletes építmény, védőfalainak sarkain négy kisebb hengeres toronnyal, valamint a védőfal nyugati oldalának közepén egy háromemeletes, négyzetes kaputoronnyal. A védőfalak és a hengeres tornyok részben leomlottak, a vár központi része azonban meglehetősen jó állapotban maradt fenn. A délnyugati saroktorony mellett, egy földszintes, téglalap alaprajzú épület található, mely a védőárkot egy kettős ívvel hidalja át. Az egész várkastélyt egy sekély védőárok övezi, mely mára jelentősen feltöltődött. Az épület magántulajdon, ezért nem látogatható. A kastélytól mintegy 300 méterre található egy pisztrángnevelő telep, amit egy bővizű forrás táplál.